# Villa Santa Lucia
Villa Santa Lucia est une commune italienne de la province de Frosinone, dans la région Latium.

## Administration
| Période                                  | Période | Identité        | Étiquette | Qualité |
| ---------------------------------------- | ------- | --------------- | --------- | ------- |
|                                          |         | Antonio Simeone |           |         |
| Les données manquantes sont à compléter. |         |                 |           |         |

### Hameaux
Piumarola e Pittoni

### Communes limitrophes
Cassino, Piedimonte San Germano, Pignataro Interamna, Terelle